# Reichsfluchtsteuer
Reichsfluchtsteuer (în traducere „Taxa de emigrare din Reich”) a fost o lege germană privind controlul capitalului, implementată în 1931 pentru a limita scurgerile de capital din Reich-ul german. După preluarea puterii, naziștii au folosit această lege pentru a împiedica emigranții să scoată bani din țară.  
Legea a fost creată prin decret pe 8 decembrie 1931 de către Reichspräsident-ul Paul von Hindenburg. Taxa se aplica la plecarea din domiciliul german al individului, cu condiția ca acesta să dețină active ce depășeau 200,000 Reichsmark (ℛℳ) ︁sau să aibă un venit anual peste 20,000 ℛℳ. Rata taxei a fost inițial stabilită la 25%. În 1931, Reichsmark-ul era fixat la un curs de schimb de 4,20 ℛℳ pe dolar, ceea ce înseamnă că 200,000 ℛℳ echivalau cu 47,600 USD (echivalentul a aproximativ 950,000 de dolari în 2023).
În Germania Nazistă, aplicarea taxei a deviat de la scopul inițial de a descuraja cetățenii bogați să emigreze, transformându-se într-o formă de „furt legalizat” pentru confiscarea bunurilor evreilor. Plecările cetățenilor evrei erau dorite și permise de guvernul nazist  –  chiar și după invadarea Poloniei  –  până când un decret emis de Heinrich Himmler a interzis emigrarea evreilor pe 23 octombrie 1941. Taxa a crescut constant și a fost folosită ca o „expropriere parțială”:12 pentru a confisca bunurile refugiaților evrei persecutați și forțați să fugă din țara lor natală.

## Context istoric
Marea criză economică din 1929 a dus la anularea masivă a creditelor din sistemul bancar internațional. Acest lucru a afectat în special Germania, care avea o datorie externă estimată la 24 de miliarde de Reichsmark (ℛℳ) în 1931, din care doar 5,25 miliarde de ℛℳ trebuiau rambursați în prima jumătate a anului. Guvernul german a limitat circulația liberă a capitalului și a controlat schimbul valutar, implementând totodată măsuri de austeritate și crescând impozitul pe venit. Aceste măsuri au precipitat un val de scurgeri de capital, iar taxa a fost menită să descurajeze emigranții potențial bogați să părăsească țara.
Ideea de a penaliza „dezertarea nepatriotică” (relocarea în străinătate pentru a evita impozitarea) nu era nouă. În 1918, guvernul german adoptase „Legea împotriva evaziunii fiscale” (în germană Gesetz gegen die Steuerflucht, Reichsgesetzblatt I, p. 951) care a fost abrogată în 1925.:298
Din cauza guvernului parlamentar din ce în ce mai precar și disfuncțional din ultimii ani ai Republicii Weimar, o serie de decrete de urgență au fost emise în locul adoptării unor legi prin procedură parlamentară normală.

## Decretul de la 8 decembrie 1931

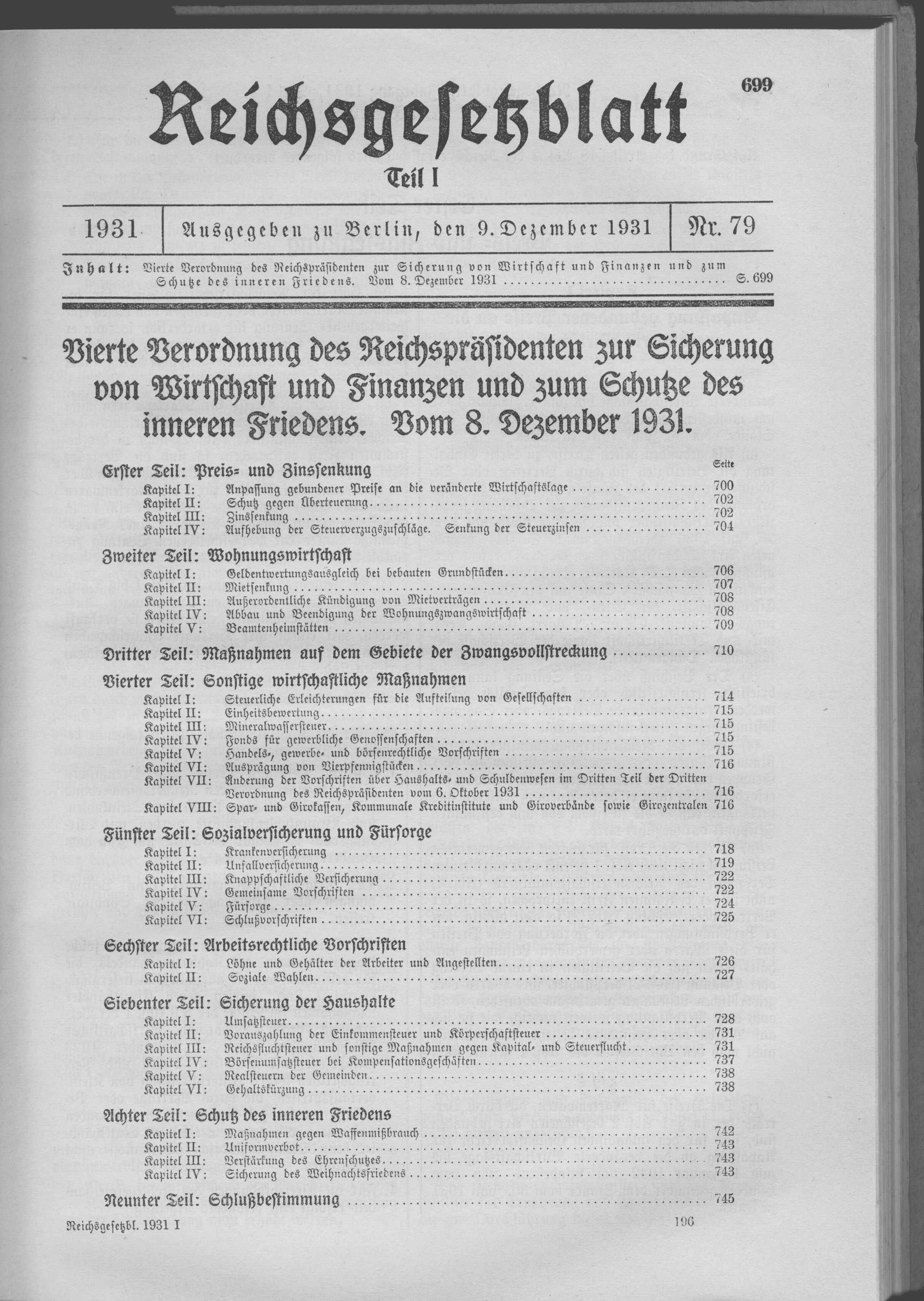
Decretul de urgență de la 8 decembrie 1931.

Taxa a fost una dintre multele alte măsuri implementate prin „A Patra Ordonanță a Președintelui Reich-ului pentru Protecția Economiei și Finanțelor și Apărarea Păcii Civile” (în germană Vierte Verordnung des Reichspräsidenten zur Sicherung von Wirtschaft und Finanzen und zum Schutze des inneren Friedens, publicată în Reichsgesetzblatt 1931 I, pp. 699–745). Ordonanța cuprindea de asemenea reglementări privind prețurile, ratele dobânzii, industria construcțiilor de locuințe, asigurările sociale, dreptul muncii și regulile financiare, precum și reglementări privind controlul armelor și interzicerea organizațiilor paramilitare.
Ca „Măsură temporară împotriva scurgerilor de capital și a impozitului”, taxa urma să fie aplicată persoanelor care erau cetățeni germani la 31 martie 1929 și care își mutaseră sau urmau să își mute reședința în străinătate înainte de 31 decembrie 1932, cu condiția ca emigrantul să dețină active impozabile ce depășeau 200.000 Reichsmark (ℛℳ) sau un venit anual peste 20.000 ℛℳ. Rata taxei a fost stabilită la 25% din totalul activelor sau veniturilor și a fost aplicată retroactiv. 
Persoanele impozabile care încercau să evite această penalitate puteau fi pedepsite cu închisoare de cel puțin trei luni și cu o amendă nelimitată. Numele celor aflați în străinătate care au evitat această taxă erau listate într-un „afiș de urmărire fiscală” publicat în Deutscher Reichsanzeiger și urmau să fie arestați în cazul unei vizite în Germania. Toate bunurile din Germania aparținând evazioniștilor fiscali care se mutaseră în străinătate erau confiscate.
Legea urma să expire la sfârșitul anului 1932, însă în acel an a fost prelungită până la 31 decembrie 1934 (Reichsgesetzblatt I, p. 572).

## Germania Nazistă
Legea existentă care stabilea taxa a fost modificată substanțial prin „Legea privind revizuirea specificațiilor taxei de emigrare din Reich” (în germană Gesetz über Änderung der Vorschriften über die Reichsfluchtsteuer), emisă la 18 mai 1934 (RGBl. 1934 I, pp. 392–393) și a fost prelungită de șase ori:33 înainte de a fi amendată din nou pe 9 decembrie 1942 (RGBl. I, p. 682) pentru a rămâne în vigoare pe termen nelimitat.
O modificare majoră inclusă în revizuirile din 1934 a fost scăderea limitei inferioare pentru activele impozabile de la 200,000 Reichsmark (ℛℳ) la 50,000 Reichsmark (ℛℳ) (echivalentul a 271,000 de dolari în 2023). De asemenea, mijloacele de evaluare au fost modificate în detrimentul potențialului emigrant.:299 Astfel, un grup mult mai larg de oameni au fost vizați de taxă. Taxa, care a fost inițial destinată celor care doreau în mod voluntar să își reducă povara fiscală prin mutarea în străinătate, a afectat în primul rând evreii care doreau să își părăsească patria din cauza unor frici justificate de violență, încarcerare și limitări ocupaționale.
Înaintea preluării puterii de către naziști în 1933 (Machtergreifung), fondurile colectate prin această taxă erau relativ mici, ajungând la puțin sub 1 milion de Reichsmark (ℛℳ) în 1932.:13, 30 După ce Partidul Nazist a ajuns la putere în 1933, valul de refugiați – cauzat de escaladarea rapidă a persecuțiilor împotriva evreilor de către guvern – a reprezentat o parte substanțială a finanțelor statului. În 1933, taxa a generat 17 milioane de ℛℳ, ajungând în cele din urmă la un maxim de 342 de milioane de ℛℳ în 1938. În total, guvernul nazist a colectat 941 de milioane de ℛℳ prin această taxă – echivalentul a 4 miliarde de dolari americani în 2019. Se estimează că 90% din aceste fonduri proveneau de la emigranți persecutați din motive religioase sau rasiale.:13

## Implementare
Pentru a emigra legal, era necesară o „dovadă de achitare a taxelor” (în germană Unbedenklichkeitsbescheinigung) eliberată de autoritatea fiscală, care certifica plata taxei și a altor taxe. Când existau suspiciuni cu privire la intențiile de emigrare ale unor persoane, Biroul de Control Valutar al Autorității Fiscale putea solicita un depozit de garanție echivalent cu valoarea taxei. A fost creată o rețea strictă de supraveghere pentru a descoperi persoanele care intenționau să fugă din țară: Reichspost⁠(d) (poșta națională) urmărea ordinele de schimbare ale adreselor ale evreilor; companiile de transport de marfă erau obligate să raporteze mutările; notarii raportau vânzările de proprietăți imobiliare; companiile de asigurări de viață erau obligate să raporteze anulările asigurărilor de viață. Gestapo supraveghea corespondența prin scrisori și telefon a persoanelor suspectate. :14
Chiar și după plata taxei, nu se garanta că o persoană putea părăsi țara cu bunurile rămase. Limita de scutire pentru schimbul de valută a fost stabilită la 10 Reichsmark (ℛℳ). Depozitele bancare și valorile mobiliare au fost transferate în conturi blocate, din care fondurile puteau fi transferate în străinătate doar cu plata unor penalități mari. Procentul din fondurile confiscate a crescut în timp.
- ianuarie 1934: 20%
- august 1934: 65%
- octombrie 1936: 81%
- iunie 1938: 90%
- septembrie 1939: 96%

## Abrogare
Legile au fost abrogate prin „Legea pentru abrogarea reglementărilor fiscale învechite” din 23 iulie 1953 (Bundessteuerblatt 1953 I, p. 276). O lege înlocuitoare care a fost discutată în cabinet nu a fost introdusă în Bundestag, deoarece existau deja în vigoare diverse măsuri împotriva evaziunii de capital, implementate de către puterile aliate supraveghetoare.

## Rambursare
Legea americană "Legea nr. 59 a Guvernului Militar; Restituirea Proprietății Identificabile" a ordonat rambursarea taxei de emigrare din Reich, în măsura în care plățile puteau fi legate de emigrarea popoarelor persecutate. Legile Germane de Restituire adoptate în 1953 includeau limitări și calcule dezavantajoase în § 21, care au fost eliminate în revizuirea din 1956 în § 59. Plățile de rambursare au făcut parte dintr-un program mai amplu de Wiedergutmachung⁠(d) (despăgubire), care a inclus și rambursarea Judenvermögensabgabe⁠(d) („Taxa pe capitalul evreiesc”).:65f